# Isale
Isale is een gemeente (commune) in het westen van Burundi en sinds 1998 de hoofdstad van de toen nieuw gecreëerde provincie Bujumbura Rural. Isale is een voorstad en grenst onmiddellijk aan de oostgrens van de Burundese hoofdstad Bujumbura.
De gemeente telde 78.740 inwoners bij de census van 16 augustus 2008 en heeft een oppervlakte van 111,65 km². Isale is, ondanks het ruwe reliëf en de kleine hoeveelheid bebouwbare grond, een van de dichtstbevolkte gemeenten van het land.